# Christian Ruuttu
Temple de la renommée finlandais : 2003
Christian Ruuttu (né le 20 février 1964 à Lappeenranta en Finlande) est un joueur professionnel finlandais de hockey sur glace. Il est le père d'Alexander Ruuttu.

## Carrière
Ruuttu fait ses débuts avec l'équipe du Ässät Pori, d'abord dans les rangs juniors puis avec l'équipe senior. Il y est remarqué par les Sabres de Buffalo qui le sélectionnent à la 134e position lors du repêchage d'entrée de 1983. Il joue avec son club jusqu'en 1985. Il évolue ensuite une saison avec le HIFK avant de s'envoler pour la LNH.
Il évolue 6 saisons avec les Sabres. Le 15 juin 1992, il est échangé contre Stéphane Beauregard et rejoignit les Jets de Winnipeg. À peine deux mois plus tard, le 10 août, il est à nouveau échangé contre Beauregard, mais cette fois-ci pour intégrer les rangs des Blackhawks de Chicago (qui avaient, entre-temps, acquis Beauregard en retour de Dominik Hašek). Il joue ensuite trois saisons avec les Blackhawks. Le 10 mars 1995, il est échangé contre Murray Craven aux Canucks de Vancouver. Il y termine sa carrière dans la LNH.
Il retrouve ensuite le chemin de l'Europe avec une saison en Suède au sein du Frölunda HC, puis une saison en Suisse avec le Grasshopper Club Zurich. Il termine finalement sa carrière de joueur dans son pays, avec le HIFK et enfin les Espoo Blues.
Il a également représenté son pays à de nombreuses occasions, depuis sa première apparition avec l'équipe finlandaise junior lors du championnat du monde 1983 jusqu'à la coupe du monde 1996.
En 2003, sa carrière est récompensée par son admission au temple de la renommée du hockey finlandais avec le numéro 134.
Il a occupé le poste de manager général des Espoo Blues lors de la saison 2004-05. Il est actuellement scout pour les Coyotes de Phoenix.

## Statistiques
Pour les significations des abréviations, voir Statistiques du hockey sur glace.

### En club
| Saison          | Équipe                | Ligue           |     | Saison régulière | Saison régulière | Saison régulière | Saison régulière | Saison régulière |   | Séries éliminatoires | Séries éliminatoires | Séries éliminatoires | Séries éliminatoires | Séries éliminatoires |
| Saison          | Équipe                | Ligue           | PJ  | B                | A                | Pts              | Pun              | PJ               | B | A                    | Pts                  | Pun                  |                      |                      |
| 1982-1983       | Ässät Pori            | SM-liiga        | 36  | 15               | 18               | 33               | 34               | -                | - | -                    | -                    | -                    |                      |                      |
| 1983-1984       | Ässät Pori            | SM-liiga        | 37  | 18               | 42               | 60               | 72               | -                | - | -                    | -                    | -                    |                      |                      |
| 1984-1985       | Ässät Pori            | SM-liiga        | 32  | 14               | 32               | 46               | 47               | 10               | 3 | 6                    | 9                    | 8                    |                      |                      |
| 1985-1986       | HIFK                  | SM-liiga        | 36  | 16               | 38               | 54               | 34               | -                | - | -                    | -                    | -                    |                      |                      |
| 1986-1987       | Sabres de Buffalo     | LNH             | 76  | 22               | 43               | 65               | 62               | -                | - | -                    | -                    | -                    |                      |                      |
| 1987-1988       | Sabres de Buffalo     | LNH             | 73  | 26               | 45               | 71               | 85               | 6                | 2 | 5                    | 7                    | 4                    |                      |                      |
| 1988-1989       | Sabres de Buffalo     | LNH             | 67  | 14               | 46               | 60               | 98               | 2                | 0 | 0                    | 0                    | 2                    |                      |                      |
| 1989-1990       | Sabres de Buffalo     | LNH             | 75  | 19               | 41               | 60               | 66               | 6                | 0 | 0                    | 0                    | 4                    |                      |                      |
| 1990-1991       | Sabres de Buffalo     | LNH             | 77  | 16               | 34               | 50               | 96               | 6                | 1 | 3                    | 4                    | 29                   |                      |                      |
| 1991-1992       | Sabres de Buffalo     | LNH             | 70  | 4                | 21               | 25               | 76               | 3                | 0 | 0                    | 0                    | 6                    |                      |                      |
| 1992-1993       | Blackhawks de Chicago | LNH             | 84  | 17               | 37               | 54               | 134              | 4                | 0 | 0                    | 0                    | 2                    |                      |                      |
| 1993-1994       | Blackhawks de Chicago | LNH             | 54  | 9                | 20               | 29               | 68               | 6                | 0 | 0                    | 0                    | 2                    |                      |                      |
| 1994-1995       | HIFK                  | SM-liiga        | 20  | 4                | 8                | 12               | 24               | -                | - | -                    | -                    | -                    |                      |                      |
| 1994-1995       | Blackhawks de Chicago | LNH             | 20  | 2                | 5                | 7                | 6                | -                | - | -                    | -                    | -                    |                      |                      |
| 1994-1995       | Canucks de Vancouver  | LNH             | 25  | 5                | 6                | 11               | 23               | 9                | 1 | 1                    | 2                    | 0                    |                      |                      |
| 1995-1996       | Frölunda HC           | Elitserien      | 32  | 13               | 25               | 38               | 98               | 12               | 4 | 7                    | 11                   | 24                   |                      |                      |
| 1996-1997       | Grasshopper           | LNB             | 42  | 31               | 40               | 71               | 72               |                  |   |                      |                      |                      |                      |                      |
| 1997-1998       | HIFK                  | SM-liiga        | 44  | 11               | 28               | 39               | 24               | 9                | 3 | 3                    | 6                    | 8                    |                      |                      |
| 1998-1999       | Espoo Blues           | SM-liiga        | 45  | 14               | 22               | 36               | 40               | 4                | 0 | 1                    | 1                    | 0                    |                      |                      |
| Totaux LNH      | Totaux LNH            | Totaux LNH      | 621 | 134              | 298              | 432              | 714              | 42               | 4 | 9                    | 13                   | 49                   |                      |                      |
| Totaux SM-liiga | Totaux SM-liiga       | Totaux SM-liiga | 250 | 92               | 188              | 280              | 275              | 23               | 6 | 10                   | 16                   | 16                   |                      |                      |

| Année | Compétition                 |    | PJ | B | A  | Pts | Pun |  | Résultat |
| 1983  | Championnat du monde junior | 7  | 2  | 2 | 4  | 14  | 6e  |  |          |
| 1984  | Championnat du monde junior | 7  | 0  | 4 | 4  | 6   | 2e  |  |          |
| 1985  | Championnat du monde        | 6  | 1  | 1 | 2  | 16  | 5e  |  |          |
| 1986  | Championnat du monde        | 10 | 2  | 5 | 7  | 12  | 4e  |  |          |
| 1987  | Championnat du monde        | 10 | 0  | 0 | 0  | 18  | 5e  |  |          |
| 1987  | Coupe Canada                | 5  | 2  | 1 | 3  | 10  | 6e  |  |          |
| 1990  | Championnat du monde        | 9  | 5  | 3 | 8  | 4   | 6e  |  |          |
| 1991  | Championnat du monde        | 10 | 7  | 3 | 10 | 10  | 5e  |  |          |
| 1991  | Coupe Canada                | 6  | 1  | 5 | 6  | 4   | 3e  |  |          |
| 1992  | Championnat du monde        | 5  | 0  | 1 | 1  | 6   | 2e  |  |          |
| 1994  | Championnat du monde        | 4  | 2  | 2 | 4  | 4   | 2e  |  |          |
| 1996  | Championnat du monde        | 6  | 0  | 2 | 2  | 2   | 5e  |  |          |
| 1996  | Coupe du monde              | 4  | 1  | 0 | 1  | 2   | 5e  |  |          |

## Honneurs et récompenses
- 1984 : Championnat du monde junior
- 1986 : Première équipe d'étoiles de la SM-liiga.
- 1988 : Sélectionné pour le 39e Match des étoiles de la Ligue nationale de hockey.
- 1991 : Coupe Canada
- 1992 : Championnat du monde
- 1994 : Championnat du monde
- 1998 : Vainqueur de la SM-liiga avec le HIFK
- 2003 : Admis au Temple de la renommée du hockey finlandais.